# Fr. Lürssen Werft

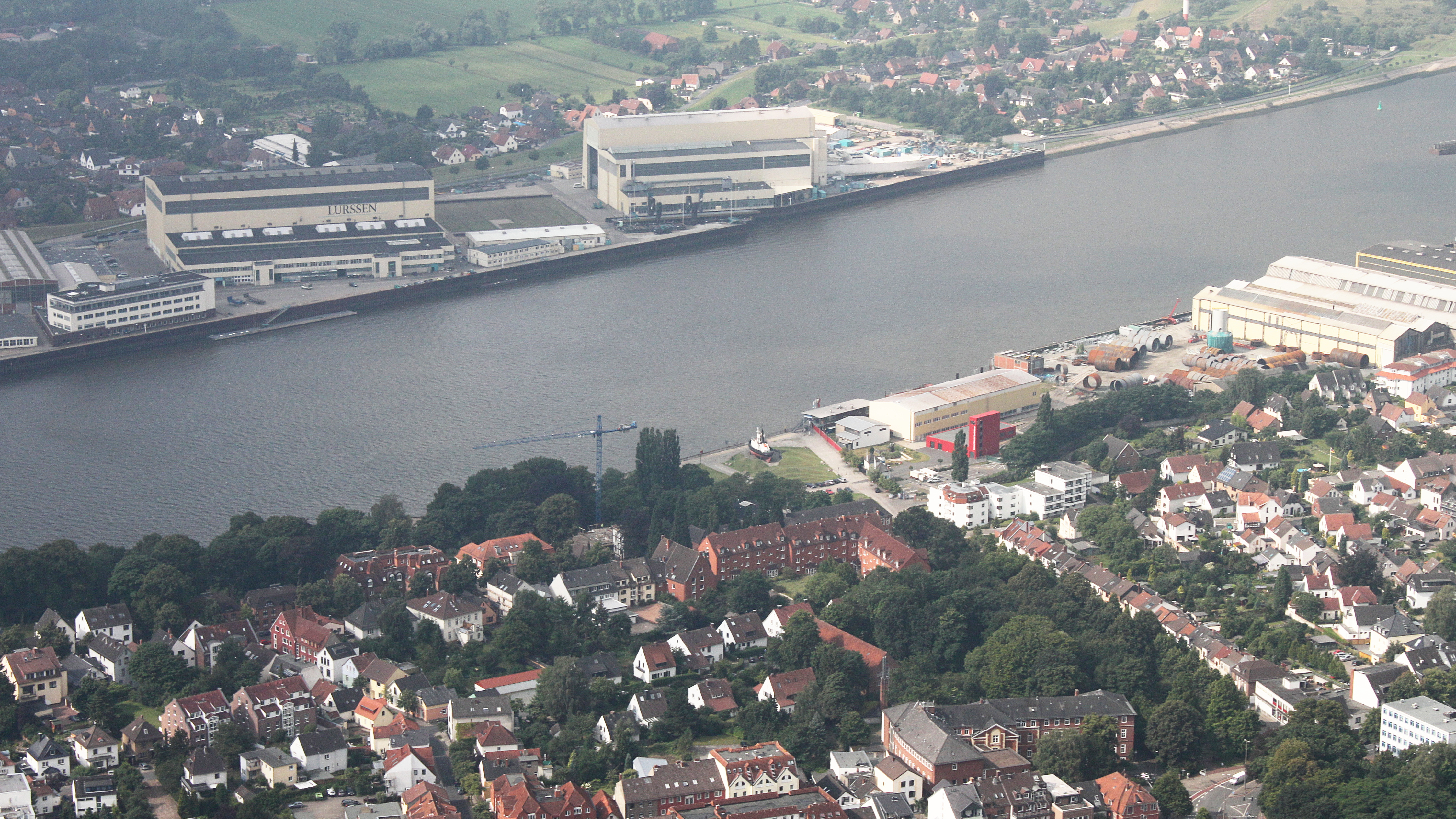
Betriebsstätten der Fr. Lürssen Werft GmbH & Co. KG in Lemwerder und Bremen-Vegesack

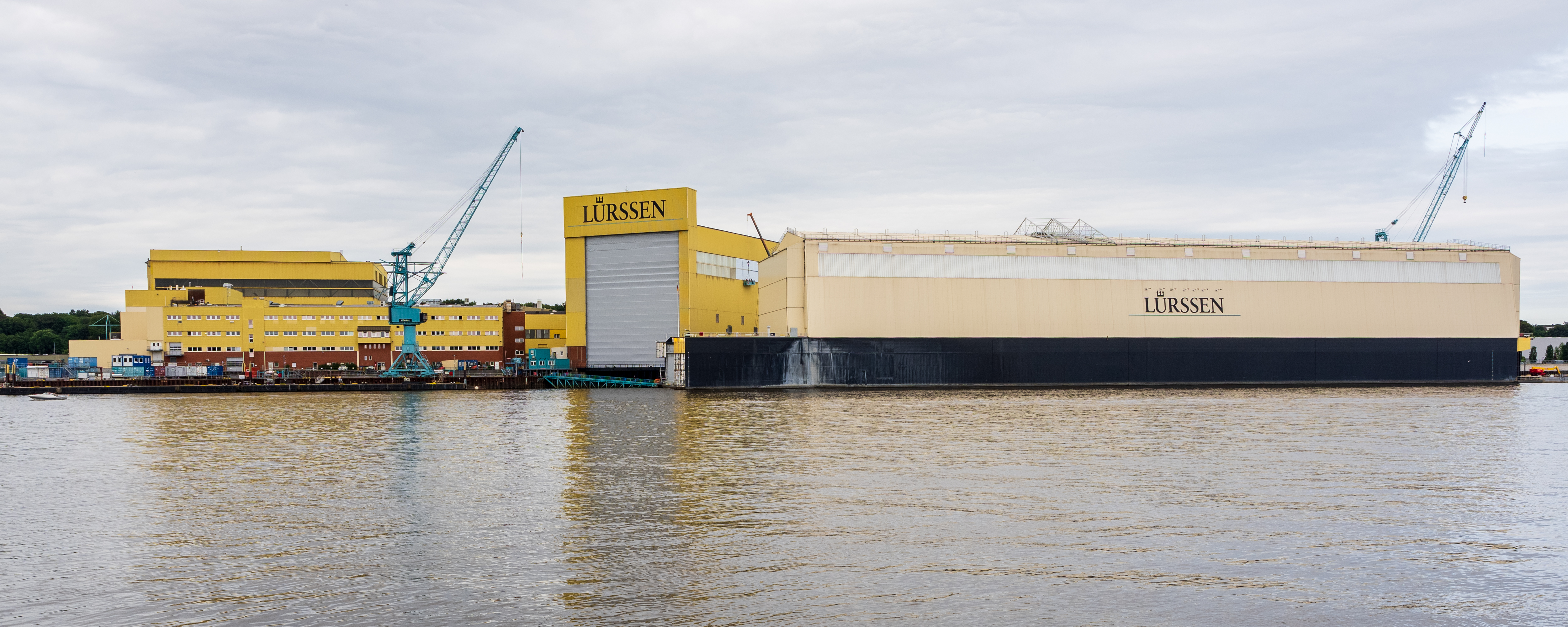
Werftanlagen in Bremen-Vegesack

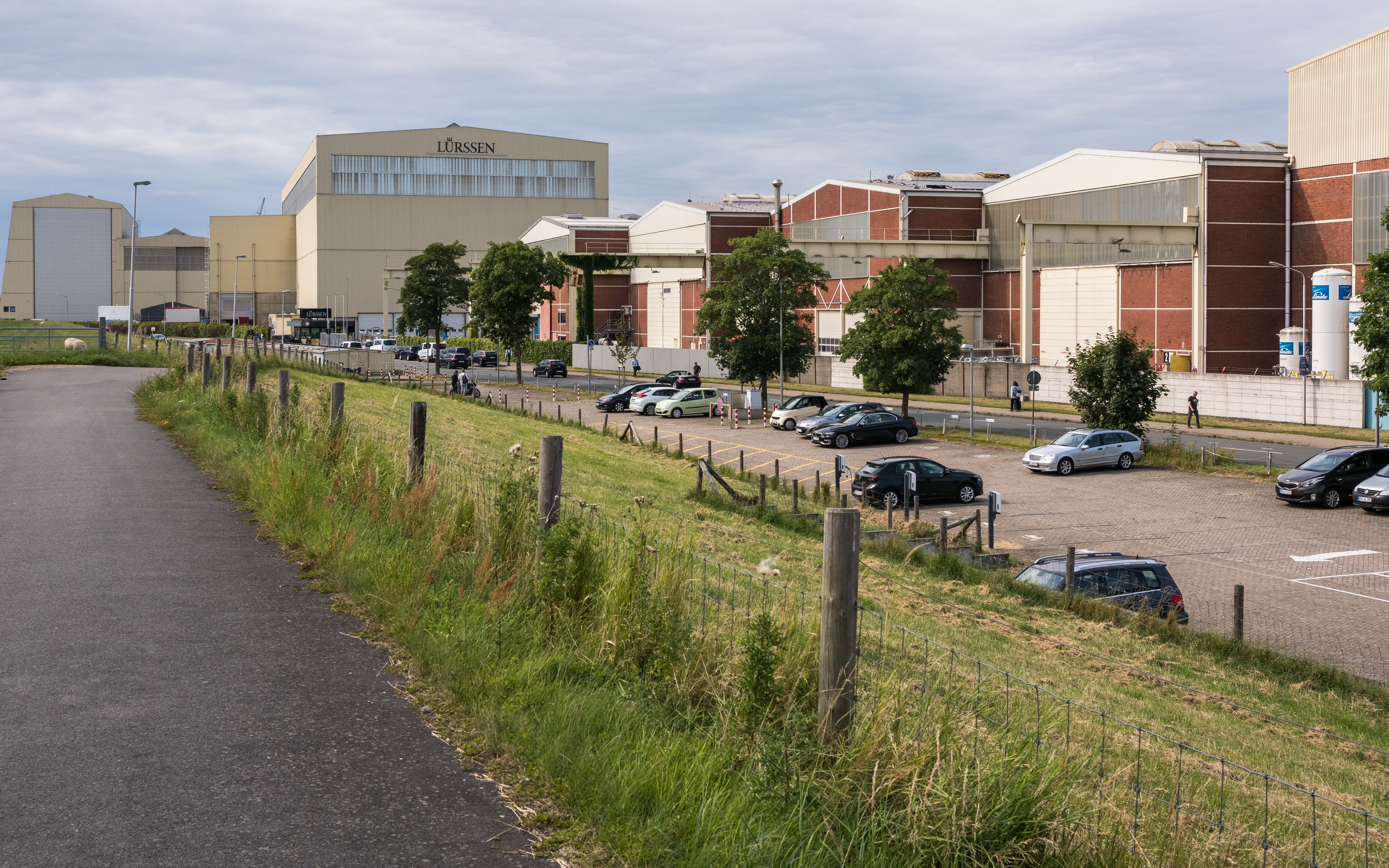
Gebäude der Lürssen-Werft in Lemwerder

Die Fr. Lürssen Werft GmbH & Co. KG ist eine deutsche Schiffswerft mit Hauptsitz im Bremer Stadtteil Vegesack und Schiffbaueinrichtungen in Lemwerder, Berne und im Vegesacker Ortsteil Fähr-Lobbendorf.
Die Fr. Lürssen Werft ist im Werftenverbund mit der Lürssen-Kröger Werft am Nord-Ostsee-Kanal spezialisiert auf den Bau und den Refit ziviler Großjachten. Das Marinegeschäft wurde am 1. Oktober 2021 in der neu gegründeten Naval Vessels Lürssen (NVL) Group zusammengefasst. Seitdem agieren der Yacht- und der Marineschiffsbau als eigenständige Gesellschaften unter dem Dach der Lürssen Maritime Beteiligungen GmbH & Co. KG.

## Geschichte

### Gründerzeit
Der Namenspatron der Werft, Friedrich Lürßen (1851–1916), gründete 24-jährig am 27. Juni 1875 eine eigene Bootsbauwerkstatt in Aumund bei Bremen. Der Arbeitsschwerpunkt der ersten Jahre lag auf Arbeitsbooten für Fischerei und Fährbetrieb. Ab den 1880er Jahren erschloss sich Lürssen den Sportbootmarkt. 1886 wurde (nach eigener Darstellung) von Lürssen das erste Motorboot der Welt gebaut, die Rems mit 1,5 PS. Ab etwa 1890 wurden Motorboote in Zusammenarbeit mit Motorenherstellern wie der Daimler-Motoren-Gesellschaft produziert und Lürssen entwickelte sich schnell zur führenden deutschen Motorbootswerft. Schon bald gingen auch Aufträge aus dem Ausland ein.
Auch Gig-Ruderboote gehörten zum Sortiment der Werft. Ein Vierer namens "Aegir" wurde 1901 an den Schülerruderverein "Neptun" aus Kiel verkauft.
Mit dem Eintritt von Otto Lürßen – Sohn des Firmengründers – in den Betrieb 1906 verstärkte sich der Schwerpunkt endgültig hin zum Motorbootsbau. Bis zum Ersten Weltkrieg nahmen Lürssen-Boote wiederholt erfolgreich an internationalen Wettfahrten teil. 1911 erreichte das Boot Lürssen-Daimler bei der »Meisterschaft des Meeres« in Monaco die für damalige Zeit sensationelle Geschwindigkeit von 27 kn (50 km/h).

### Erster Weltkrieg
Während des Ersten Weltkriegs baute Lürssen Motorboote für verschiedene militärische Zwecke, darunter auch ferngelenkte Boote (FL-Boote), die mit Sprengstoff beladen zum Rammen gegnerischer Schiffe verwendet werden sollten, aber auch flachgehende Minensucher (F-Boote) und U-Jagdboote (U-Z-Boote) mit Maschinengewehr und frühe Motorschnellboote (LM-Boote).
Das später so erfolgreiche Konzept des Torpedoschnellbootes verfolgte Lürssen dabei zunächst ohne Auftrag der Marine. Es wurden bereits Geschwindigkeiten von 35 kn (64,82 km/h) und mehr erreicht. Dabei kamen zur Erprobung auch Luftschiffs-Motoren zum Einsatz.
Mit den Booten LÜSI 1 und LÜSI 2 (für Lürssen-Siemens) wurden die ersten Schnellboote mit der später typischen Anordnung von zwei Torpedorohren auf dem Vordeck gebaut, jedoch vor Kriegsende nicht mehr fertiggestellt.

### 1918 bis 1945
Nach dem Krieg schrumpfte die Werft von etwa 700 auf 100 Beschäftigte. Ab 1921 zählte die Werft wieder 310 Beschäftigte. Zunächst wurden wieder nur noch kleine Sport- und Arbeitsboote gefertigt. Ab 1920 konnte an die Erfolge im Motorbootsbau vor dem Krieg angeknüpft werden. Auch ausländische Zollwachboote, Rettungsboote für die Deutsche Gesellschaft zur Rettung Schiffbrüchiger (DGzRS) oder die Elektroboote der Königssee-Flotte gehörten zum Auftragsbestand.
Trotz veränderter wirtschaftlicher und politischer Rahmenbedingungen konnte in der Zwischenkriegszeit der Bau von Motoryachten erfolgreich weitergeführt werden. So wurden zwischen 1924 und 1932 28 Motoryachten von einer Länge zwischen zwölf und 30 Metern an Kunden in den USA geliefert, hinzu kam eine größere Zahl an Beibooten für Großyachten, die um 1930 von der Germaniawerft in Kiel ebenfalls für die USA gebaut wurden. Nach dem Tod von Otto Lürßen übernimmt 1932 Frieda Lürßen, seine Witwe, die Unternehmensleitung.
Ausgehend vom Entwurf der in die USA verkauften Motorjacht Oheka II (Oheka stand als Namenskürzel für deren Besitzer Otto Hermann Kahn, einen Bankier deutscher Herkunft) wurden zunächst im Geheimen Boote für den Einsatz als Torpedoschnellboote entwickelt. 1929 erhielt die Werft den ersten offiziellen Auftrag der Reichsmarine über ein als U Z (S) 16 bezeichnetes Boot zu Erprobungszwecken. Es hatte eine Länge von 27 m, eine Verdrängung von 38,2 t und erreichte mit drei Daimler-Benz-Ottomotoren eine Geschwindigkeit von 34 kn (62,968 km/h). Erst 1932 wurde die Tarnbezeichnung fallengelassen und das Boot in S 1 umbenannt. Das Modell wurde in der Folgezeit bei einigen Veränderungen das Grundmuster für deutsche Schnellboote. Ab 1933 wurden die ersten Schnellboote mit Dieselantrieb abgeliefert. Damit wurde die Zuverlässigkeit und Reichweite der Boote entscheidend verbessert. Der 1938 ins Unternehmen eingetretene Sohn Gert stellte ein Jahr später mit einem 37 kn schnellen Boot auf der Unterweser einen Geschwindigkeitsweltrekord auf. Die Größe wuchs auf gut 32 m Länge, knapp 5 m Breite und 95 t Gesamtgewicht an. Der Schnellbootbau wurde bis zum Ende des Zweiten Weltkrieges das Kerngeschäft der Lürssenwerft – auch für den Export. Die Boote wurden mit Holzrümpfen als Doppelkraweel (Mahagoni-Weißzeder) auf Leichtmetall-Spanten gebaut, ab S-68 mit einem gepanzerten Fahrstand. Mit drei Daimler-Benz MB-518-Motoren konnten schließlich Geschwindigkeiten von über 42 kn erreicht werden. Durch die günstige Unterwasserrumpfform, speziell angestellte Stauruder (Lürssen-Effekt) und einen verbesserten Vorschiffaufbau waren die Boote sehr seegängig.
Von 1936 bis 1939 erweiterte Lürssen die Werft nach Lemwerder und beschäftigte rund 600 Personen, um die Nachfrage der Kriegsmarine  zu bedienen.:168 Während Zweiten Weltkriegs war das Unternehmen in die Rüstungswirtschaft des Deutschen Reichs eingebunden und steigerte die Zahl der Beschäftigten 1944 auf über 1450. Dabei kamen in der Werft auch Zwangsarbeiter aus Osteuropa sowie Kriegsgefangene zum Einsatz.:31

### Nachkriegszeit
Nach dem Zweiten Weltkrieg war Schiffbau in Deutschland zunächst vollständig verboten. In der Werft wurden vorübergehend Haushaltsgegenstände wie Holzzuber und Töpfe hergestellt. Bald kamen aber erste Reparaturaufträge herein und ab 1946 wurden Fischkutter gebaut. Nach der Rückkehr der Inhaber aus der Kriegsgefangenschaft 1947 begann das Engagement der Firma im Handelsschiffbau, 1949 wurde der erste deutsche Nachkriegsfrachter abgeliefert. 1952 erhielt die Werft den Namen „Lürssen-Werft“. Ab 1962 wurde das Unternehmen von den beiden Söhnen Otto und Frieda Lürßens, Gert (1913–1991) und Fritz-Otto Lürßen (1917–1981) geführt. Ein Novum in der Werftgeschichte war der ab 1949 aufgenommene Bau von kleinen und mittleren Frachtern. Bis 1984 lieferte die Werft insgesamt 83 Kümos, Frachter, Tanker, Massengutfrachter, Kühlschiffe, Küstenpassagierschiffe und Fähren ab. Der Bau von Motoryachten wurde in Einzelstücken weiter betrieben, ehe es in den 1990er Jahren auf eine wesentlich breitere Grundlage gestellt wurde.
Ab 1954 wurden auch wieder Schnellboote gebaut, zunächst für den Seegrenzschutz und für den Export nach Schweden. Mit der Aufstellung der Bundesmarine wurde ab 1957 der Marineschiffbau wieder das Hauptstandbein der Werft, angefangen mit der JAGUAR-Klasse (Klasse 140/141). Nicht nur für die Bundesmarine wurden Schnellboote gebaut; neben Schweden wurde u. a. auch nach Indonesien und Singapur, in arabische Länder, nach Südamerika (Ecuador), nach Spanien und in die Türkei geliefert. Zum Teil wurden auch Lizenzbauten im Ausland durchgeführt.
Neben Schnellbooten produzierte Lürssen auch Minensuch- und -jagdboote, Polizei- und Zollboote, Patrouillenboote, Korvetten und verschiedene Erprobungsträger, in Zusammenarbeit mit anderen Werften auch Fregatten, Tender und Einsatzgruppenversorger.
Zwei Jahre nach dem Tod Fritz-Otto Lürßens (1981) übergibt sein Bruder Gert die Unternehmensleitung an seinen Sohn Friedrich.

### Gegenwart

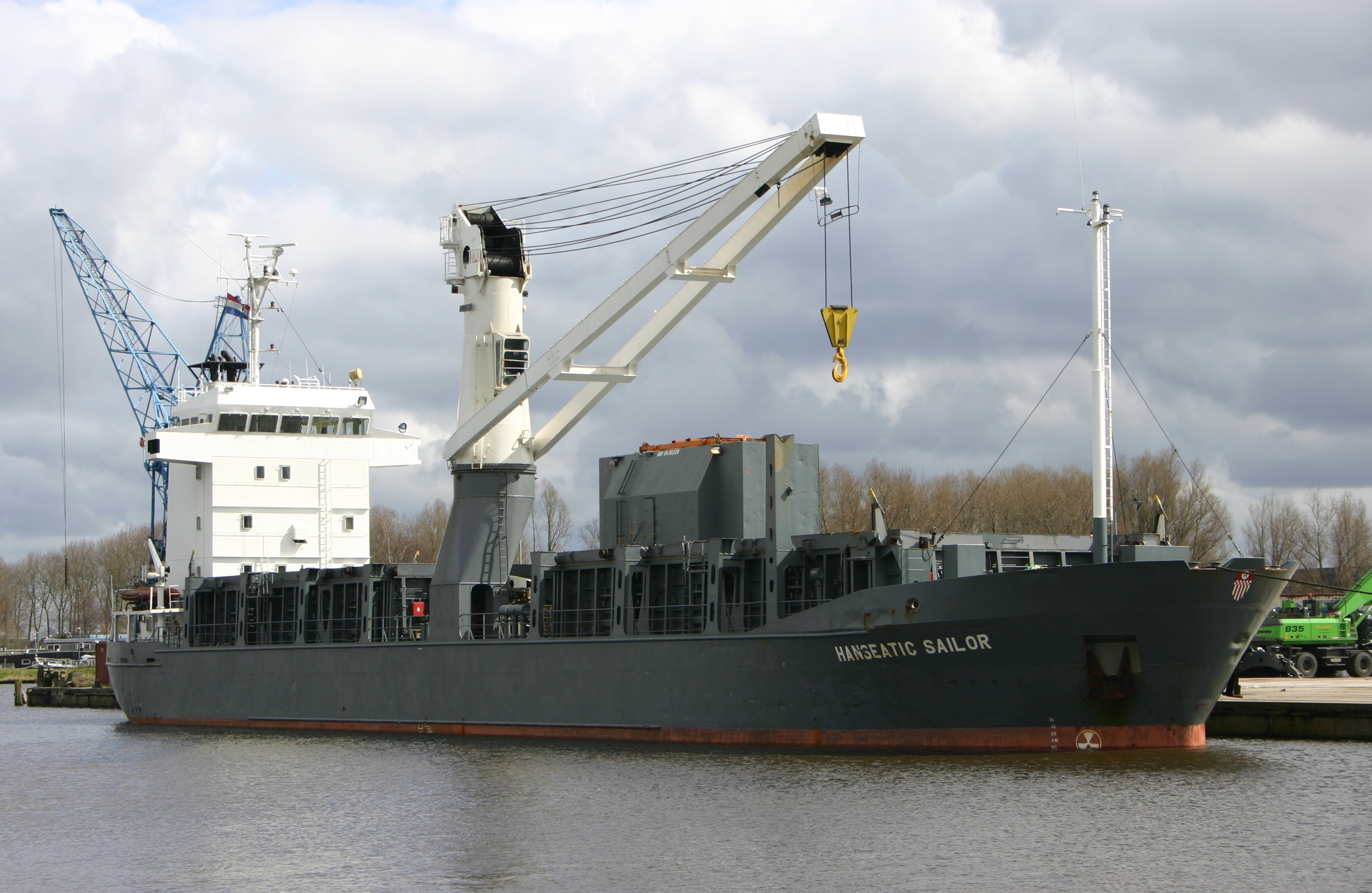
Die 1984 gebaute Hanseatic Sailor, ehemals Bremer Reeder, Baunummer 13510

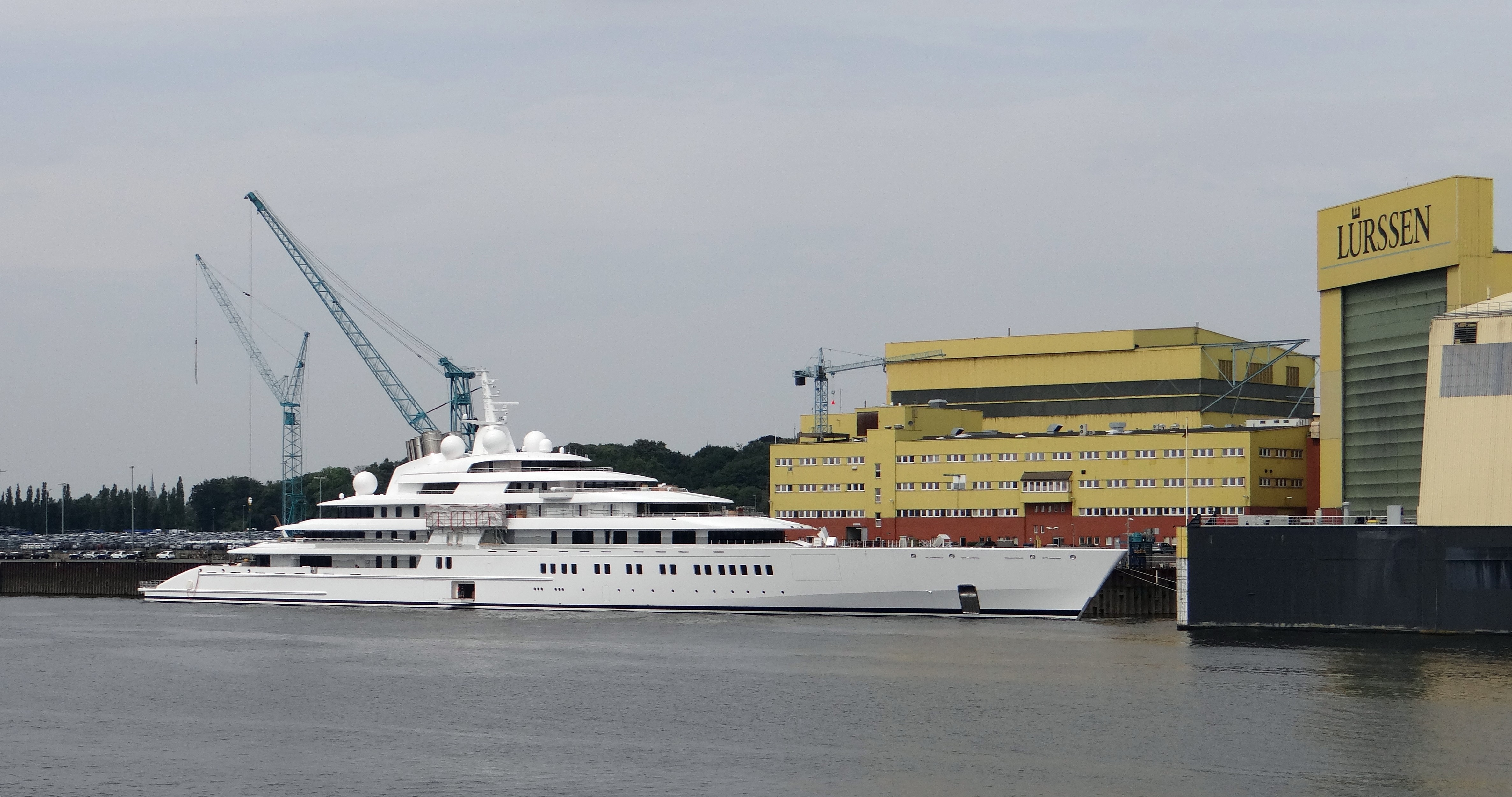
Yacht „Azzam“, gebaut bei Lürssen

Heute wird das Unternehmen in vierter Generation geführt, derzeit von den Vettern Peter und Friedrich Lürßen. Das Unternehmen beschäftigte in den 1980er Jahren über 1400 Mitarbeiter. Nach einem zwischenzeitlichen Personalabbau auf etwa die Hälfte wurden 2007 etwa 1200 Mitarbeiter beschäftigt. 2020 zählte das Unternehmen rund 2800 Beschäftigte, von denen ein großer Anteil Ingenieure sind.
Der Militärschiffbau ist ein wesentliches Standbein der Werft, insbesondere auf der Hamburger Werft Blohm+Voss. Zudem baut Lürssen luxuriöse Megajachten, womit ab 1990 begonnen wurde und der etwa die Hälfte der Werftkapazität auslastet.
2012 wurde die Norderwerft in Hamburg und 2013 die Peene-Werft in Wolgast in den Werftenverbund übernommen, 2016 die Hamburger Werft Blohm+Voss.
Im Frühjahr 2020 wurde eine Vereinbarung zur Zusammenarbeit mit German Naval Yards Kiel im militärischen Schiffbau in Betracht gezogen, die jedoch nicht zur Ausführung kam.
Zum 1. Oktober 2021 wurde die NVL B.V. & Co. KG im Rahmen einer Trennung der Sparten Yachten und Defence aus der Fr. Lürssen Werft GmbH & Co. KG ausgegründet und ist Rechtsnachfolger des früheren Teilbetriebs der Lürssen-Sparte Defence mit den Werft-Standorten Hamburg (Blohm+Voss und Norderwerft), Wilhelmshaven (Neue Jadewerft) und Wolgast (Peene-Werft) in Deutschland sowie Standorten in Australien, Bulgarien und Brunei. Das Unternehmen ist unverändert Teil der familiengeführten Unternehmensgruppe Lürssen. Das zivile Reparaturgeschäft beim Hamburger Standort Blohm+Voss soll aufgegeben werden, die großen Schwimmdocks zumindest zeitweise verlegt werden.

#### Marineschiffe

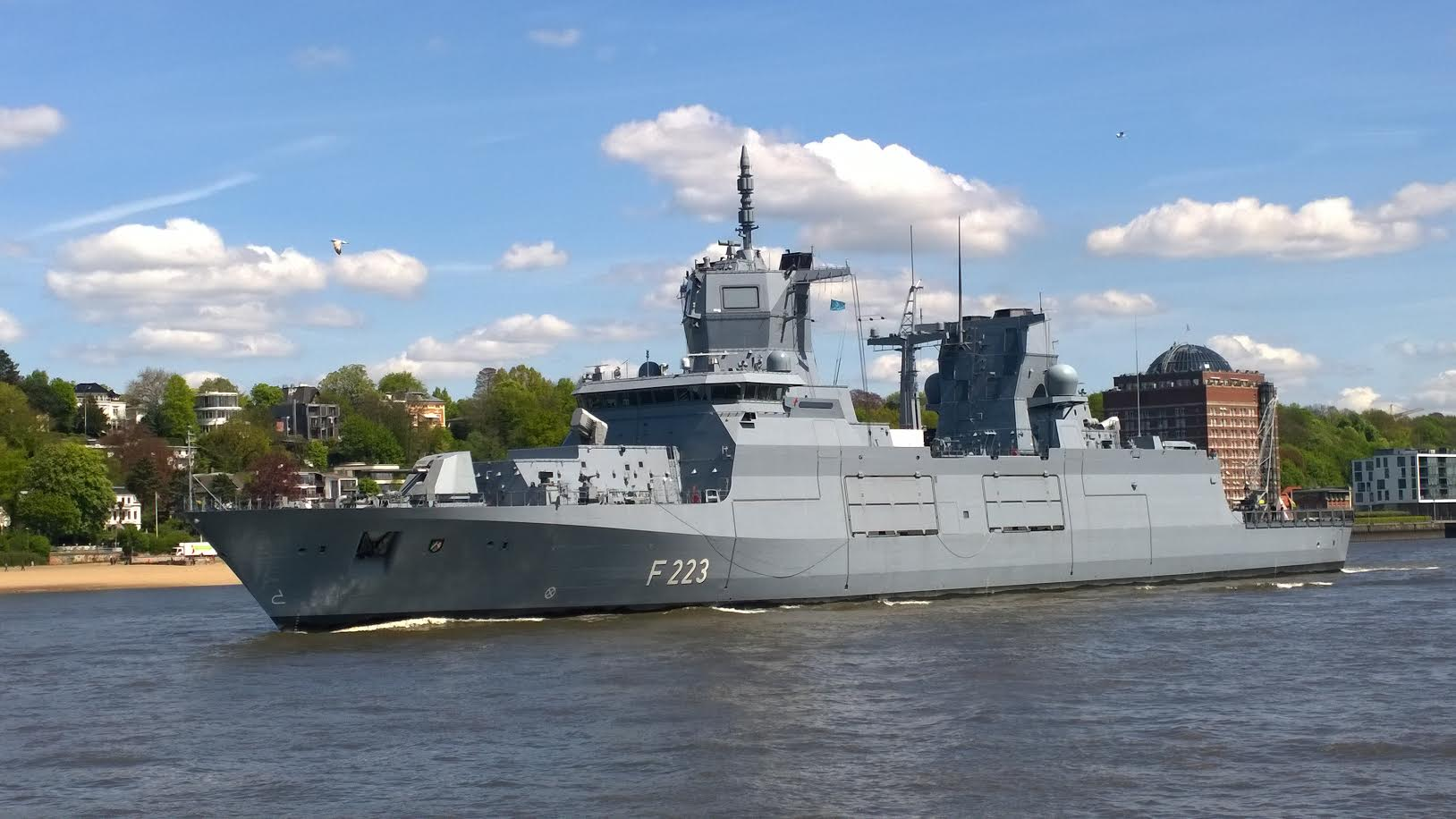
Fregatte F 223 Nordrhein-Westfalen ausgehend Hafen Hamburg auf der Elbe

Das Unternehmen baut Kriegsschiffe bis zur Fregatten-Größe für die Deutsche Marine und Streitkräfte in aller Welt.
Lürssen war am Bau der Fregatten-Klasse F 125 für die Deutsche Marine beteiligt: Die Fregatte F 223 Nordrhein-Westfalen wurde 2012 bei Lürssen auf Kiel gelegt und am 1. September 2017 an die Marine ausgeliefert.
In Bau befinden sich die Patrouillenboote mit der Projektbeschreibung IPV 60. Sie weisen eine Länge von 60 Metern auf und können mit ihren zwei Hybrid-Maschinen bei einer Leistung von 5600 kW eine Geschwindigkeit von etwa 20 Knoten (37 km/h) erreichen. Sie sind für den Export vorgesehen und hochseetauglich.

#### Megajachten
Lürssen konstruiert und fertigt heute Yachten an den Standorten Bremen und Schacht-Audorf.
| Name         | Länge | Jahr |
| ------------ | ----- | ---- |
| Azzam        | 180 m | 2013 |
| Dilbar       | 156 m | 2016 |
| Al Said      | 155 m | 2008 |
| A+           | 147 m | 2012 |
| Opera        | 146 m | 2023 |
| Luminance    | 145 m | 2024 |
| Nord         | 142 m | 2021 |
| Scheherazade | 140 m | 2020 |
| Al Salamah   | 139 m | 1999 |
| Rising Sun   | 138 m | 2004 |
| Flying Fox   | 136 m | 2019 |
| Crecent      | 135 m | 2018 |
| Octopus      | 126 m | 2003 |
| Katara       | 124 m | 2010 |

Im September 2018 brach am Standort Bremen-Fähr-Lobbendorf ein Feuer in einem Schwimmdock aus. Es beschädigte das Dock und die Yacht Sassi schwer. Die Feuerwehr Bremen setzte rund 900 Feuerwehrleute ein; es war ihr größter Einsatz seit dem Ende des Zweiten Weltkrieges. Der Schaden wurde auf mehr als 610 Millionen Euro geschätzt. Nach Angaben der Fachzeitschrift HANSA wurde die Sassi völlig zerstört. Im Dezember 2018 traf das Dock mit der Sassi bei der zu Lürssen gehörenden Werft Blohm+Voss in Hamburg ein. Dort wurde die Yacht verschrottet und das Dock repariert. Es traf im März 2019 wieder in Bremen-Fähr-Lobbendorf ein.

## Übernahmen
Am 27. Juni 1875 gründete Friedrich Lürßen die Werft in Aumund. Da die Werkstatt keinen unmittelbaren Wasserzugang hatte, mussten die Boote bis 1904 mit Pferdewagen zum Hafenbecken transportiert werden. 1904 wurde dann am Vegesacker Hafen ein Ausrüstungs- und Reparaturbetrieb eingerichtet.
1918 brannte das Hauptwerk in Aumund ab und die Produktion wurde bis 1924 komplett nach Vegesack verlegt. 1935 wurde für die anwachsende Produktion von Schnellbooten für die Kriegsmarine auf der gegenüberliegenden Weserseite in Lemwerder eine Produktionsstätte errichtet.
Auslandsaktivitäten begannen 1969 durch den Aufbau der Hong Leong-Lürssen Werft (in Butterworth, Malaysia) gemeinsam mit der malaysischen Firmengruppe Hong Leong. 1972–1980 wurde die Produktion jedoch vollständig nach Lemwerder verlagert, die Hauptverwaltung blieb in Vegesack.
In der Folgezeit erfolgten diverse Übernahmen, wie z. B. 1979 die Yacht- und Bootswerft Burmester im benachbarten Bremen-Burg, 1987 die am Nord-Ostsee-Kanal gelegene Kröger-Werft (die jedoch selbstständig weitergeführt wird) und 1997 aus der Konkursmasse des Bremer Vulkan das Hallenbaudock.
1999 wurde die TBM-Werft im US-Bundesstaat Washington übernommen und 2000 trat Lürssen als Anteilseigner in die US-amerikanische Jachtwerft Palmer Johnson ein.

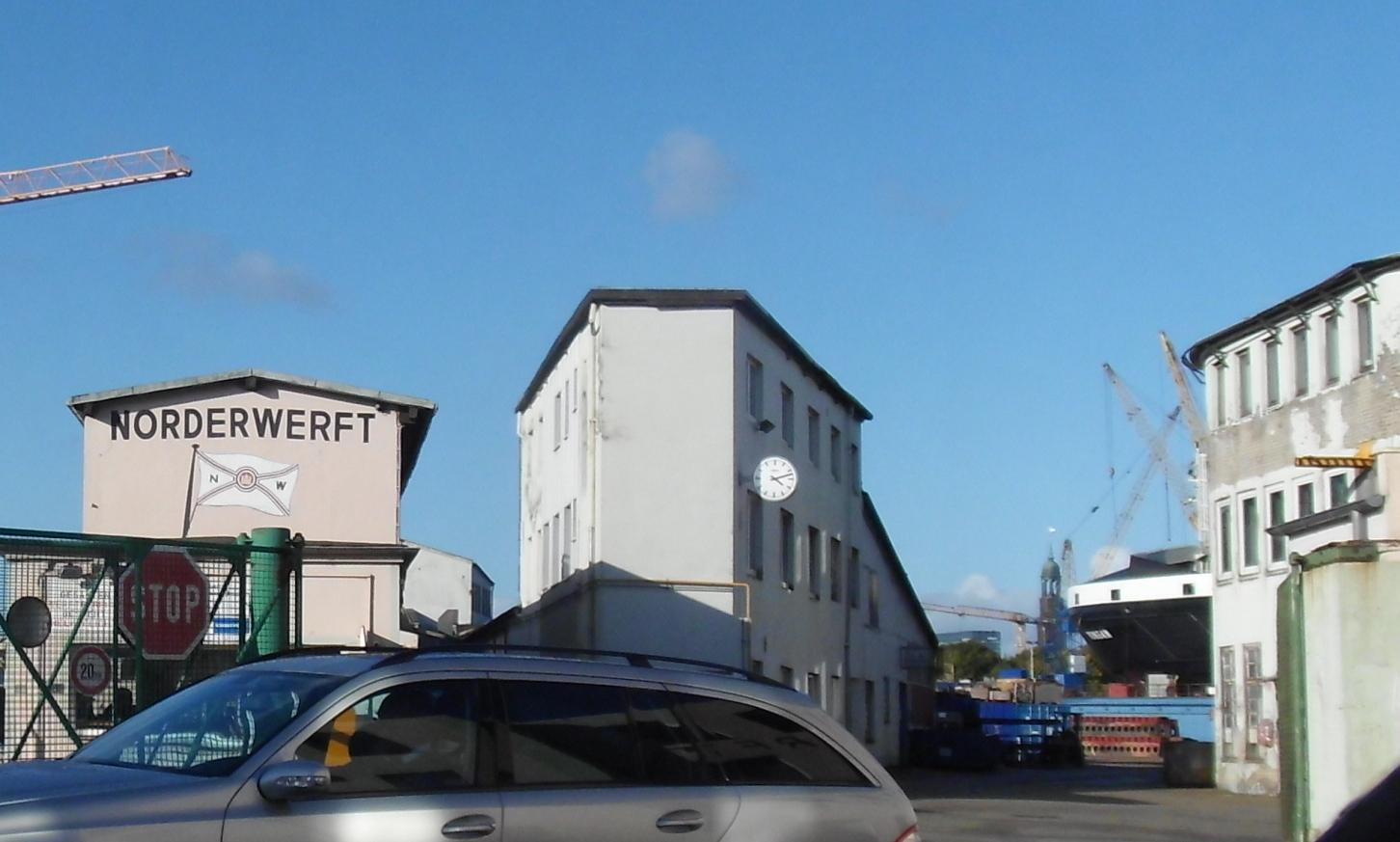
Norderwerft von der Landseite

2001 übernahm Lürssen die Schweers-Werft in Bardenfleth, die bis zur Schließung 2011 als Lürssen-Bardenfleth geführt wurde. Hier wurden zahlreiche Boote für die Deutsche Gesellschaft zur Rettung Schiffbrüchiger gebaut. 2012 verkaufte Lürssen das Werftgelände in Bardenfleth an die Fassmer-Werft.
Weitere Übernahmen folgten 2004 mit der Neue Jadewerft in Wilhelmshaven sowie 2010 der Rolandwerft in Berne.
Nach der Insolvenz der Sietas-Werft wurde die Norderwerft am 1. Oktober 2012 durch Lürssen übernommen und ist damit der fünfte Standort der Lürssen-Werftengruppe. Lürssen übernahm die Belegschaft von rund 100 Beschäftigten und hat für das Gelände inzwischen mit der Hafenverwaltung Hamburg Port Authority (HPA) einen neuen Pachtvertrag für 30 Jahre geschlossen.
Seit Mai 2013 gehört die Peene-Werft am Standort Wolgast zur Lürssen-Gruppe.
Im Herbst 2016 wurde die Hamburger Werft Blohm+Voss vom bisherigen Eigentümer Star Capital Partners für rund 230 Millionen Euro durch Lürssen übernommen. Die kartellrechtliche Genehmigung wurde Ende Oktober 2016 erteilt.
Ende Oktober 2019 übernahm Lürssen die insolvente Elsflether Werft.
Im Mai 2023 erwarb Lürssen 25 Prozent an der in Bremerhaven angesiedelten Lloyd-Werft.

## Betriebsstätten

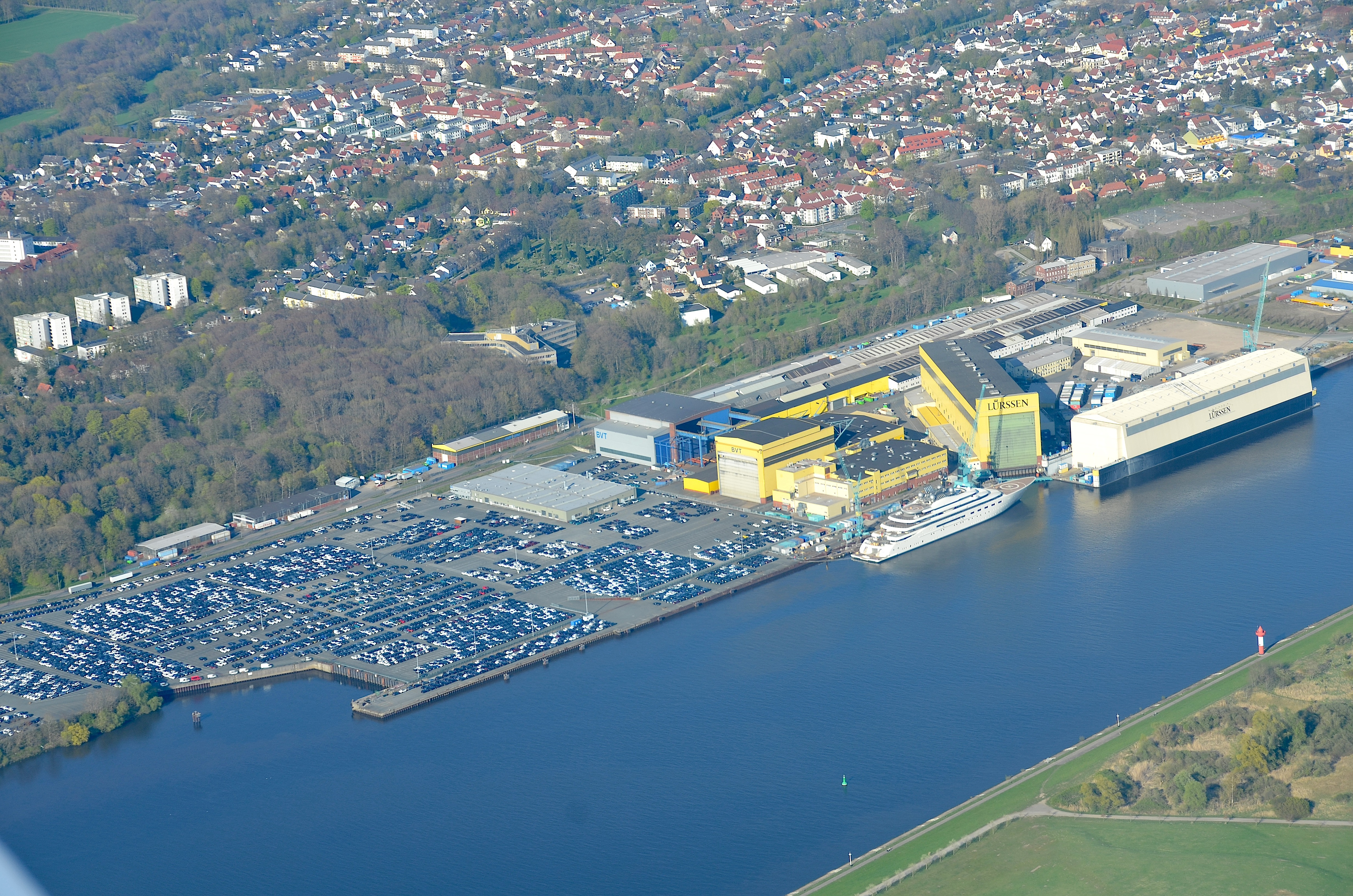
Werft in Bremen-Blumenthal

Stand August 2020 betrieb die Lürssen-Gruppe folgende Betriebsstätten:
- Bremen-Vegesack: Hauptverwaltung
- Lemwerder: Fr. Lürssen Werft GmbH & Co. KG
- Berne: Fr. Lürssen Werft GmbH & Co. KG
- Bremen-Fähr-Lobbendorf: Fr. Lürssen Werft GmbH & Co. KG
- Rendsburg: Lürssen-Kröger Werft GmbH & Co. KG

Betriebsstätten der NVL B.V. & Co. KG:
- Hamburg: Blohm+Voss B.V. & Co.KG, Norderwerft Repair GmbH
- Wolgast: Peene-Werft GmbH & Co. KG
- Wilhelmshaven: Neue Jadewerft GmbH

## Rüstungsexporte und Kontroversen
Auch im Militärschiffbau hat Lürssen nicht nur die Deutsche Marine beliefert. Die Erfahrungen im Bau von Schnellbooten im Zweiten Weltkrieg konnten Anfang der 1950er Jahre für einen ersten Auftrag über Schnellboote für Schweden genutzt werden. Auch von der nachfolgenden Schnellbootklasse 140 für die Bundesmarine wurden einige Exemplare für Indonesien und Saudi-Arabien gebaut. Eine geplante Lieferung eines davon abgeleiteten Entwurfs für Israel konnte dagegen aufgrund politischer Verwicklungen nicht realisiert werden.
In der Vergangenheit hatte Bundeskanzlerin Angela Merkel 2011 den Export von Patrouillenbooten der Lürssen-Werft nach Angola befürwortet.
Ende 2012 wurde bekannt, dass die Armee Saudi-Arabiens Patrouillenboote für umgerechnet rund 1,5 Milliarden Euro von der Werftengruppe Lürssen kaufen wollte. Die Grenzschutzboote sollen laut Spiegel zum Stückpreis zwischen 10 und 25 Millionen Euro bis 2015 an Saudi-Arabien übergeben werden. Die Anfrage der Lürssen-Werft an den Bundessicherheitsrat wurde 2013 positiv beschieden. Während die Bundes-SPD die Lieferung kritisierte, hielt sich die Rot-Grüne Landesregierung Bremens mit einer Stellungnahme zurück. Die Lürssen-Werft äußert sich zu dem Geschäft mit Saudi-Arabien nicht öffentlich.
Mindestens weitere 48 Patrouillenboote baut Lürssen für Saudi-Arabien. 2016 genehmigte der Bundessicherheitsrat die Ausfuhr. Otfried Nassauer vom spendenfinanzierten Berlin Information Center for Transatlantic Security mutmaßt, dass die Schiffe mit 20-mm-Geschützen zum Selbstschutz ausgestattet würden und wies darauf hin, dass Saudi-Arabien ursprünglich insgesamt 146 Boote bestellt hatte.
Nach dem Mord an dem Journalisten Jamal Khashoggi und Saudi-Arabiens Rolle im Jemen-Krieg stoppte die Bundesregierung die Rüstungsexporte in das Land im Oktober 2018. Für Lürssen arbeiteten weiterhin Mitarbeiter in Saudi-Arabien, halfen bei der Ausbildung von Schiffsmannschaften und dem Unterhalt der gelieferten Boote. Im Dezember 2018 waren laut einer internen Aufstellung noch 29 Lürssen-Mitarbeiter in Saudi-Arabien tätig.
Im November 2020 wurden 9 Patrouillenboote, die ursprünglich nach Saudi-Arabien geliefert werden sollten, an die ägyptische Marine verkauft.